# 2-я бронетанковая дивизия (США)
2-я бронетанковая дивизия (англ. 2nd Armored Division) — тактическое соединение Армии США. Прозвище — «Ад на колесах» (Hell on Wheels).

## Вторая мировая война
Сформирована 15 июля 1940 года в Форт-Беннинг, Джорджия.

## Война в Персидском заливе
Вторжение Саддама Хусейна в Кувейт в августе 1990 г. застало дивизию в разгар сокращения численности американской армии после окончания холодной войны. Министр обороны Ричард Чейни приступил к сокращению численности личного состава, что означало, что 2-я бригада находилась в середине процесса расформирования. Таким образом, 2-я бригада не могла быть развёрнута в полном составе. Подразделение 2-й бригады, батарея «А» 92-го артиллерийского полка, было придано 10-му полку морской пехоты, а другие подразделения — 1-й бригаде дивизии («бригада Тигр»). 1-я бригада во время дислокации в Саудовской Аравии была известна почти исключительно как «Тигровая». «Тигровая» бригада под командованием полковника Джона Б. Сильвестра была развёрнута в Саудовской Аравии и оказывала броневую поддержку силам морской пехоты США при наступлении на Кувейт. В состав бригады «Тигр» входили два батальона 67-го бронетанкового полка, 1-й и 3-й батальоны оперативной группы «3-41 пехота» и 1-й дивизион 3-го артиллерийского полка. Бригада принимала участие в Битве за международный аэропорт Кувейт. На счету бригады «Тигр» — уничтожение или захват 181 вражеского танка, 148 БТР, 40 артиллерийских орудий, 27 зенитных орудий, 263 иракских солдата убитыми и ещё 4051 пленными.
3-я бригада дивизии, дислоцированная в Германии, осенью 1990 г. была переброшена в Саудовскую Аравию и действовала в качестве третьей манёвренной бригады 1-й пехотной дивизии из Форт-Райли (штат Калифорния). Одна из батальонных оперативных групп бригады, Task Force 1-41 Infantry, первой из коалиционных сил пересекла границу Саудовской Аравии с Ираком 15 февраля 1991 г. и 17 февраля 1991 г. провела наземные боевые операции в Ираке, вступив в прямые и непрямые огневые столкновения с противником. Первоначально бригада выполняла задачи по контрразведке и разведке иракских разведывательных подразделений. Бригада участвовала в битве при 73 истинг в составе 1-й пехотной дивизии совместно с 2-го бронекавалерийского полка. На их долю выпало уничтожение иракских 18-й механизированной и 9-й бронетанковой бригад механизированной пехотной дивизии республиканской гвардии «Тавакална» и иракской 26-й пехотной дивизии. Они сыграли ключевую роль в уничтожении 12-й бронетанковой дивизии, уничтожив не менее 80 боевых машин. Бригада уничтожила 60 иракских танков и 35 машин пехоты вдоль трубопровода IPSA. Эта операция известна как битва за Норфолк. 4-й дивизион 3-го артиллерийского полка (4-3 FA) дивизии сыграл большую роль в уничтожении 50 танков противника, 139 БТР, 30 систем ПВО, 152 артиллерийских орудий, 27 ракетных установок, 108 миномётов, 548 колёсных машин, 61 линии траншей и бункерных позиций, 92 окопанных и открытых пехотных целей, 34 объектов материально-технического обеспечения в ходе боевых действий. До конца боевых действий 2-я бронетанковая дивизия уничтожила в общей сложности 11 иракских дивизий. К рассвету третьего дня наземной кампании 2-я бронетанковая дивизия приложила руку к уничтожению четырёх иракских танковых и механизированных бригад и двух дивизий. В период между прекращением огня и официальным окончанием войны в апреле 1991 г. 2-я бронетанковая дивизия принимала участие в операциях по обеспечению мира в Кувейте. Затем дивизия была переброшена в Саудовскую Аравию, где часть её военнослужащих создала и организовала три лагеря для беженцев в районе города Раффиа (Raffia). В период с 15 апреля по 10 мая сотрудники дивизии приняли более 22 тыс. иракских беженцев. После передачи лагерей правительству Саудовской Аравии подразделение было переброшено в Германию.
Батальон ударных вертолётов дивизии, 1-й батальон 3-го авиационного полка, был переброшен из Форт-Худа в Саудовскую Аравию осенью 1990 г. в составе и при поддержке 1-й кавалерийской дивизии (также базирующейся в Форт-Худе). Батальон был оснащён ударными вертолётами McDonnell Douglas AH-64 Apache. В ходе воздушной части кампании батальон участвовал во многих авиаударах по приграничным районам. При продвижении сухопутных войск в Ирак батальон выполнял задачи по прикрытию. После прекращения огня 1-й батальон 3-го авиационного полка был отведён в Саудовскую Аравию, а два отряда (squad) размещены в Кувейте для обеспечения дозаправки и перевооружения вертолётов батальона в случае возобновления боевых действий. В апреле 1991 г. 1-й батальон 3-го авиационного полка вернулся в Форт-Худ (штат Техас) и продолжил инактивацию, прерванную после вторжения Ирака в Кувейт. Подразделение было расформировано 16 сентября 1991 г., а полковой флаг передан родственному подразделению — 3-му батальону 3-го авиационного полка, дислоцированному в Германии. В августе 1991 г. подразделение в полном составе было переведено в Форт-Кэмпбелл (штат Кентукки) и стало 2-м батальоном 101-го авиационного полка в составе 101-й воздушно-десантной дивизии.

## Состав

### 1945 год
- Штабная рота (Headquarters Company)
- Рота обслуживания (Service Company)
- Боевое командование «А» (Combat Command A)
- Боевое командование «Б» (Combat Command B)
- 41-й моторизованный полк (41st Armored Infantry Regiment)
- 66-й бронетанковый полк (66th Armored Regiment)
- 67-й бронетанковый полк (67th Armored Regiment)
- 17-й инженерный батальон (17th Armored Engineer Battalion)
- 82-й разведывательный батальон (82nd Armored Reconnaissance Battalion)
- 142-я рота связи (142nd Armored Signal Company)
- Артиллерийское командование (2nd Armored Division Artillery)
  - 14-й артиллерийский дивизион (14th Armored Field Artillery Battalion)
  - 78-й артиллерийский дивизион (78th Armored Field Artillery Battalion)
  - 92-й артиллерийский дивизион (92nd Armored Field Artillery Battalion)
- Командование МТО (2nd Armored Division Trains)
  - 2-й батальон технического обслуживания[~ 1] (2nd Ordnance Maintenance Battalion)
  - Батальон материального обеспечения (Supply Battalion)
  - 48-й медицинский батальон (48th Armored Medical Battalion)
  - Взвод военной полиции (Military Police Platoon)[9]

### 1989 год
- Управление, Форт-Худ (боевая техника депонирована в Мёнхенгладбахе, Штралене и Кевеларе в соответствии с планом REFORGER)
  - 1-я бригада 2-й бронетанковой дивизии
    - 1-й батальон 67-го бронетанкового полка (M1 Abrams)
    - 3-й батальон 67-го бронетанкового полка (M1 Abrams)
    - 3-й батальон 41-го пехотного полка (M2 Bradley)

  - 2-я бригада 2-й бронетанковой дивизии
    - 1-й батальон 66-го бронетанкового полка (M1 Abrams)
    - 2-й батальон 252-го бронетанкового полка (M1 Abrams)
    - 2-й батальон 41-го пехотного полка (M2 Bradley)
    - 4-й батальон 41-го пехотного полка (M2 Bradley)

  - 3-я бригада 2-й бронетанковой дивизии
    - 2-й батальон 66-го бронетанкового полка (M1 Abrams)
    - 3-й батальон 66-го бронетанкового полка (M1 Abrams)
    - 1-й батальон 41-го пехотного полка (M2 Bradley)

  - 4-я бригада 2-й бронетанковой дивизии (авиационная)
    - 2-й разведывательный батальон 1-го кавалерийского полка (40x M3A1, 10x M113, 4x M106, 4x M577, 8x AH-1F, 12x OH-58C, 1x UH-1H)
    - 1-й вертолётный батальон 3-го авиационного полка (18x AH-64A, 13x OH-58C, 3x UH-60A)
    - Вертолётная рота C 3-го авиационного полка (6x UH-1H, 6x OH-58A, 6x OH-58D, 3x EH-60)
    - Вертолётная рота D 3-го авиационного полка (15x UH-1H)

  - Артиллерийское командование (DIVARTY)
    - 1-й дивизион 3-го артиллерийского полка (24x M109A3)
    - 3-й дивизион 3-го артиллерийского полка (24x M109A3)
    - 4-й дивизион 3-го артиллерийского полка (24x M109A3)
    - Реактивная артиллерийская батарея A 96-го артиллерийского полка (9x M270 MLRS)
    - Разведывательная артиллерийская батарея C 26-го артиллерийского полка (артиллерийская разведка)

  - Тыловое командование (DISCOM)
    - 17-й инженерно-сапёрный батальон (8x M60 AVLB, 8x M728, 4x M88, 12x MAB bridge modules)
    - 2-й дивизион 4-го зенитного ракетного полка (27x M163 VADS Vulcan, 48x FIM-92 Stinger)
    - 552-й разведывательный батальон (РЭР и войсковая разведка)
    - 503-я рота военной полиции
    - 44-я рота РХБЗ

## Кампании
- Северная Африка (ноябрь 1942 — май 1943 года; Западное оперативное соединение)

8 ноября 1942 года дивизия высадилась в Касабланке в рамках операции «Факел»
- Сицилия (июль 1943 — август 1943 года; 7-я армия)
- Северо-Западная Европа (июнь 1944 — май 1945 года; 1-я и 9-я армии)

9 июня 1944 года дивизия высадилась в Нормандии. Освобождала Францию и Бельгию.
В октябре 1944 года прорывала «Линию Зигфрида». Участвовала в отражении немецкого контрнаступления в Арденнах.

## Командиры дивизии
- генерал-майор Чарльз Л. Скотт (июль — ноябрь 1940 года)
- бригадный генерал Джордж С. Паттон (ноябрь 1940 — январь 1942 года)
- генерал-майор Эрнест Н. Хармонд (июль 1942 — апрель 1943 года)
- генерал-майор Хью Дж. Геффи (май 1943 — апрель 1944 года)
- генерал-майор Эдуард Г. Брукс (апрель — сентябрь 1944 года)
- генерал-майор Эрнест Н. Хармон (сентябрь 1944 — январь 1945 года)
- генерал-майор Айзек Д. Уайт (январь — июнь 1945 года)

## «Холодная война»
С 1946 года дислоцировалась в Форт-Худ, Техас.
Некоторые подразделения дивизии принимали участие в Войне во Вьетнаме.

## В культуре
- к/ф «Ярость» (2014).
- к/ф «Сахара» (1995).